# Aaron Pryor
Aaron Pryor (Cincinnati, 20 ottobre 1955 – Cincinnati, 9 ottobre 2016) è stato un pugile e religioso statunitense, campione del mondo dei pesi welter junior dal 1980 al 1983 e dal 1984 al 1985.

## Gli inizi
Pugile afroamericano, da dilettante batté un altro fuoriclasse afroamericano e futuro campione del mondo: Thomas Hearns.
Dopo aver fatto registrare, tra i pugili in maglietta, un record di 204 vittorie e 16 sole sconfitte, Pryor iniziò la carriera da professionista nel 1976.

## La carriera
Il 2 agosto del 1980, con alle spalle un record di sole vittorie (24, di cui 22 prima del limite), Pryor affrontò il campione del mondo WBA e lineare dei pesi superleggeri, il veterano fuoriclasse colombiano Antonio Cervantes, battendolo per KO al 4º round.
Vinse tutte prima del limite le 9 sfide mondiali sostenute dal 1980 al 1983. Tra queste sono celebri le due con Alexis Argüello, che Pryor batté una prima volta per knock-out tecnico al 14º round a Miami il 12 novembre 1982. Al sesto round, Argüello fu ferito all'occhio sinistro. Si calcola che, nel complesso dell'incontro, Pryor abbia colpito il suo avversario con 428 pugni e il nicaraguense lo abbia centrato 238 volte. Dopo il combattimento vi furono polemiche per il contenuto di una bottiglia utilizzata da Pryor nell'intervallo del 13º round. Al suono della campana, infatti, Pryor sembrò rinato e sferrò una raffica di colpi sull'avversario senza ottenere risposta. Ciò indusse l'arbitro a fermare il combattimento. Non essendo stato controllato il contenuto della bottiglia né effettuati i test delle urine dopo il match, si sospettò che vi fossero contenute sostanze illegali. Tale incontro è collocato all'8º posto nella lista dei 100 più grandi combattimenti di tutti i tempi dalla rivista Ring Magazine che lo ha anche definito "il match del decennio".
Stesso esito ebbe la rivincita, combattuta il 9 settembre 1983 al Caesars Palace di Las Vegas e conclusasi per Kot al 10º round. Pryor e Argüello divennero in seguito amici, frequentandosi diverse volte all'anno.
In seguito Pryor lasciò il titolo vacante, mantenendone tuttavia la versione IBF fino al 1985, quando si ritirò effettivamente, dopo una vittoria ai punti sul futuro campione del mondo della categoria Gary Hinton. Dopo questo incontro Pryor iniziò ad avere problemi di droga.
Rientrato nel 1987, Pryor subì l'unica sconfitta della carriera ad opera di Bobby Joe Young, un pugile che in altri tempi avrebbe battuto senza alcun problema.
Tra il 1987 e il 1990 Pryor disputò altri 3 incontri con pugili di valore inferiore al proprio, finché fu scoperto che aveva combattuto per anni con problemi agli occhi, e gli venne revocata la licenza.
L'International Boxing Hall of Fame lo ha riconosciuto fra i più grandi pugili di ogni tempo. Nel 1998 la rivista The Ring lo ha collocato al 2º posto in una propria classifica dei migliori pesi welter junior della storia del pugilato.

## Vita dopo la boxe
Pryor proseguì a vivere nella città natale di Cincinnati con la moglie, da cui ha avuto quattro figli.
Fu ordinato diacono dalla New Friendship Baptist Church (Chiesa Battista della Nuova Amicizia) e svolse attività pubblica contro l'uso delle droghe. Condusse una palestra di pugilato per giovani con lo scopo dichiarato di tenerli lontano dalla strada e dalle tossicodipendenze.
È morto nel 2016 all'età di 61 anni a seguito di un attacco cardiaco.